# Ен Тризман
Ен Мари Тризман (рођ. Тејлор; Вејкфилд, 27. фебруар 1935 — Њујорк, 9. фебруар 2018) била је енглески психолог. Специјализовала се за когнитивну психологију.
Тризманова је истраживала визуелну пажњу, опажање објеката и памћење. С Гаријем Гелејдом је дефинисала теорију интеграције карактеристика, теорију пажње која је први пут објављена 1980. године. Предавала је на Универзитету у Оксфорду, Британској Колумбији и Калифорнији (Беркли) те на Универзитету Принстон.
Године 2013. за пионирски рад у проучавању пажње Барак Обама јој је доделио Националну медаљу за науку. Током каријере је експериментално и теоретски дефинисала питање о томе како се информације бирају и интегришу ради обликовања смислених објеката који воде људску мисао и деловање.

## Биографија
Ен Мари Тризман је рођена 27. фебруара 1935. у енглеском граду Вејкфилду у Уједињеном Краљевству. После две године се с породицом преселила у насељено место близу кентског Рочестера, где је њен отац Перси Тејлор радио као шеф просветног одсека за време Другог светског рата. Њена мајка, Сизан Турен, била је Францускиња. С 11 година Тризманова се с породицом преселила у беркширски Рединг, где је похађала девојачку граматичку школу Кендрик. Тадашњи енглески образовни систем приморао ју је да изабере само три предмета у последње две године средње школе, а она се усредсредила на језике и историју.
Године 1954. Тризманова је стекла звање бакалавара уметности у француској књижевности на Колеџу Њунам Универзитета у Кембриџу. Добила је првокласну титулу с разликовањем, што јој је донело стипендију коју је употребила да стекне друго звање бакалавара уметности у психологији. Током те додатне године студирала је под надзором Ричарда Грегорија, који ју је упознао с различитим методама истраживања ума помоћу експеримената у опажању. Док је била на Кембриџу, била је активна на сцени народне музике.
Године 1957. Тризманова је похађала Колеџ Самервил Универзитета у Оксфорду да би постигла звање доктора филозофије под саветништвом Каролуса Олдфилда.